# Повернення (множина)
«Повернення (множина)» — український короткометражний фільм режисера Олександра Ратія.

## Відзнаки
Фільм є переможцем Національного конкурсу короткометражних фільмів 43-го щорічного київського Міжнародного кінофестивалю «Молодість» (2013).
Того ж року фільм був відібраний для представлення в секції Short Film Corner Каннського фестивалю.